# Saint-Bernard (Ain)
Saint-Bernard è un comune francese di 1 414 abitanti situato nel dipartimento dell'Ain della regione dell'Alvernia-Rodano-Alpi.

## Società

### Evoluzione demografica
Abitanti censiti